# Новое Смольково
 Новое Смольково  — деревня в Лямбирском районе Мордовии в составе  Саловского сельского поселения.

## География
Находится на расстоянии примерно 17 километров по прямой на северо-запад от города Саранск.

## История
Известна с 1894 года как деревня Саранского уезда из 25 дворов.

## Население
Постоянное население составляло 29 человек (русские 83%) в 2002 году, 31 в 2010 году .